# マドリード深宇宙通信施設
マドリード深宇宙通信施設（マドリードしんうちゅうつうしんしせつ、スペイン語: Complejo de Comunicaciones de Espacio Profundo de Madrid、英語: Madrid Deep Space Communication Complex、MDSCC）はスペインのマドリード州ロブレド・デ・チャベラに位置する地上局。スペイン国立航空宇宙技術研究所（INTA）のためIngenieria y Servicios Aeroespaciales, S.A. (INSA) によって運用されている。
DSS-54、DSS-55、DSS-63、DSS-65、DSS-66と呼ばれる5基の大型アンテナがある。

## ディープスペースネットワーク
マドリード深宇宙通信施設はアメリカ航空宇宙局（NASA）のジェット推進研究所（JPL）が運用するディープスペースネットワークの一部となっている。この施設は宇宙機の管制・制御、および収集された科学データ・画像データの受信に重要な二方向通信リンクを提供するディープスペースネットワークの能力に寄与している。
ディープスペースネットワークを構成する施設はマドリード以外にもアメリカ合衆国カリフォルニア州にゴールドストーン深宇宙通信施設、オーストラリアにキャンベラ深宇宙通信施設の計3基地がある。

## 役割
アンテナおよびデータ送信システムの役割としては以下のものがある
- 宇宙機からのテレメトリーデータの収集
- 宇宙機へのコマンド送信
- 宇宙機のトラッキング
- 電波天文観測の実行
- 電波科学のため様々な電波の観測
- ディープスペースネットワークのパフォーマンスの監視・制御